# Bengt Sjögren (konstnär)

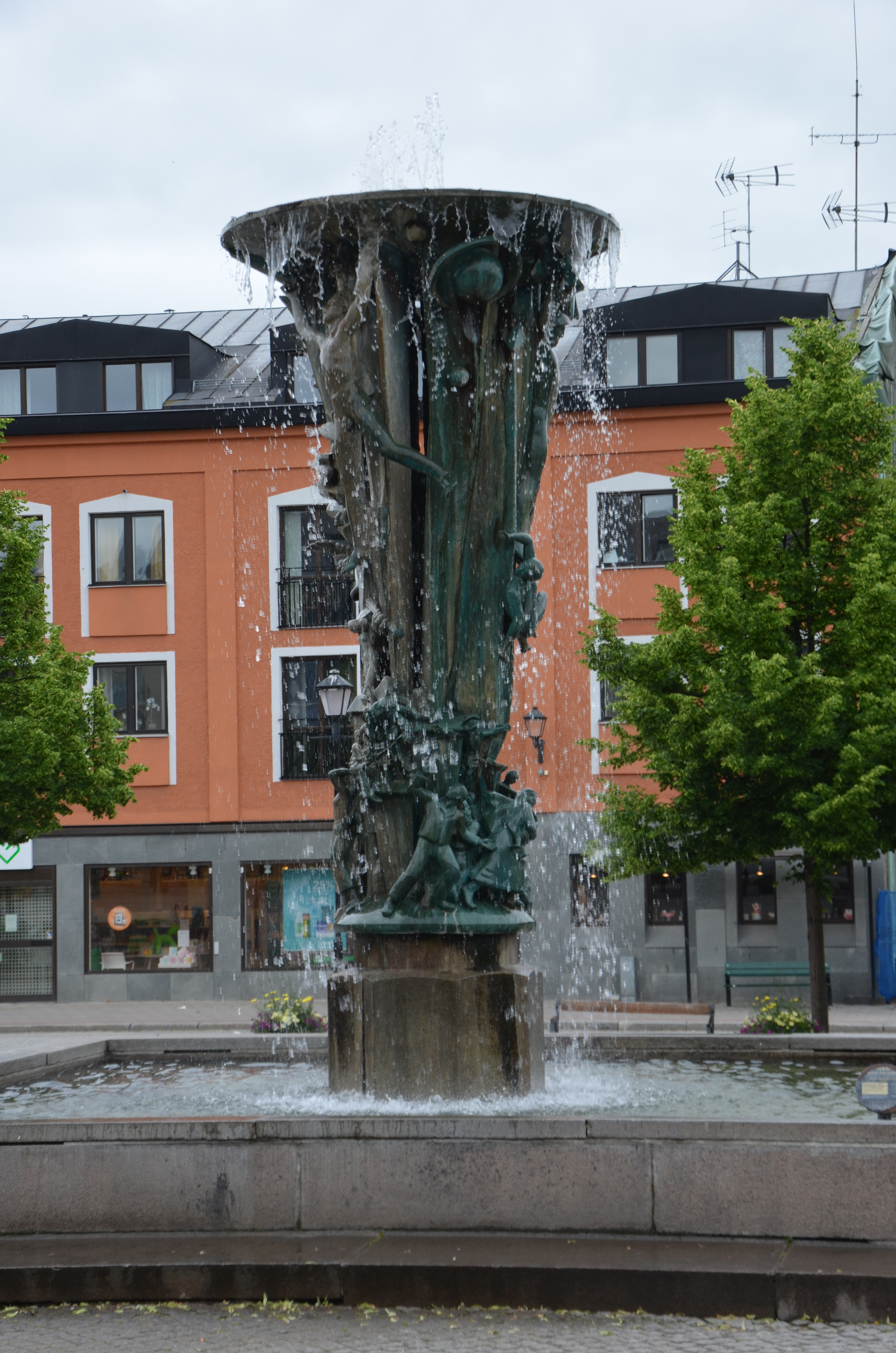
Nils Sjögrens De fyra elementens brunn färdigställd av Bengt Sjögren.

Bengt Sjögren, född 4 augusti 1920 i Pouldu, Frankrike, död 28 maj 1980 i Nacka, var en svensk målare, skulptör och konstpedagog.
Han var son till skulptören Nils Sjögren och galleriföreståndaren Anna Christensson. Sjögren studerade vid Konsthögskolan i Stockholm 1939–1945 och under studieresor till Oslo, Köpenhamn, Paris, Amsterdam och Leningrad. Han medverkade i utställningen Ven sedd genom konstnärsögon i Landskrona och Ung konst i Enköping och Uppsala samt i utställningen 40-talskonst på Skånska konstmuseum i Lund samt en grupputställning på Göta källare i Stockholm. Han anställdes som lärare vid Nyckelviksskolan i Stockholm 1960. Bland hans offentliga arbeten märks gobelinen Trädfamiljen. Hans konst består av figurer, interiörer och landskapsmotiv utförda i olja, pastell och akvarell. Som skulptör var han knuten till sin fars ateljé efter dennes död 1952 där han färdigställde sin fars De fyra elementens brunn för Enköpings kommun samt uppsättandet av Tragos vid Malmö stadsteater.
Bengt Sjögren är begravd på Norra begravningsplatsen utanför Stockholm.